# Aussichtsturm Felixsee

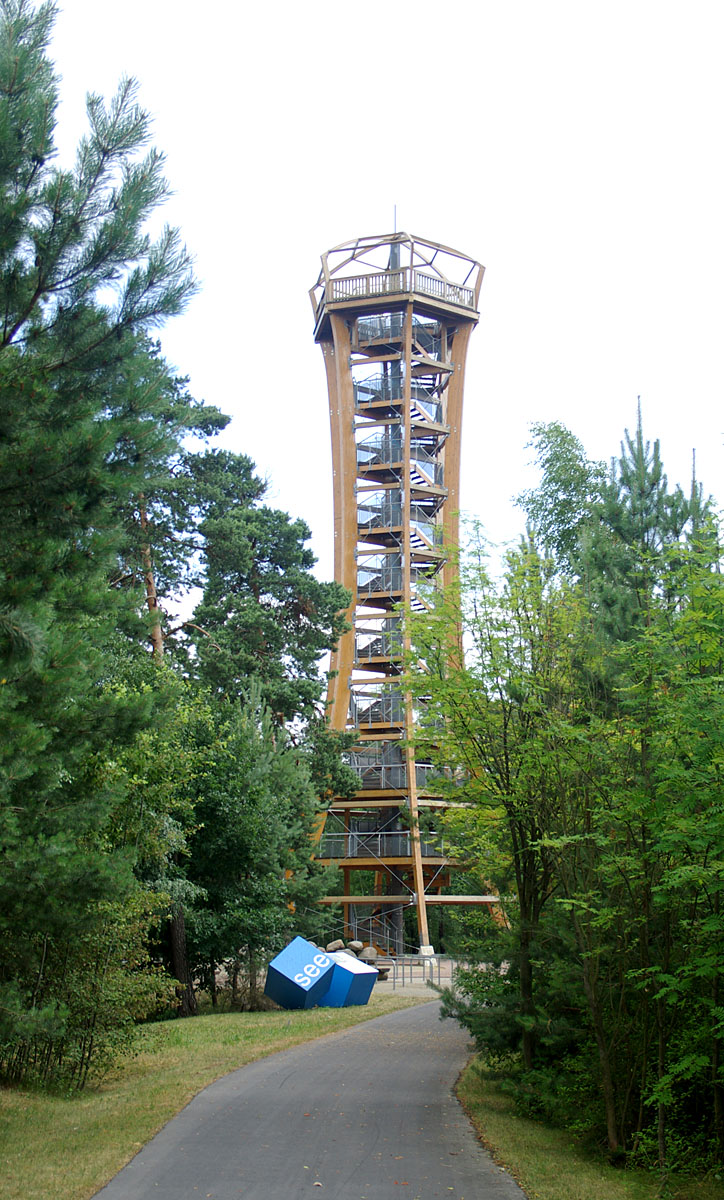
Aussichtsturm am Felixsee

Der Aussichtsturm Felixsee befindet sich nordöstlich des Felixsees bei Bohsdorf in der Gemeinde Felixsee. Die Holz-Stahl-Konstruktion ist 36 m hoch. Er wurde am 16. Oktober 2004 eingeweiht. Die Kosten für den Bau betrugen etwa 360.000 Euro. Der Turm bietet auf seinen drei Plattformen in 4,5, 7,5 und 30 m Höhe einen guten Blick über die Umgebung. Der Eintritt ist frei. 160 Stufen führen bis zur obersten Plattform. Inzwischen besteht Sanierungsbedarf.